# Carl Friedrich Rudolf Klee
Baron Carl Friedrich Rudolf von der Klee (* 1803 in Ahlden (Aller); † 1853) war ein deutscher Diplomat und hanseatischer Konsul in Mittelamerika.
Er kam 1827 nach Guatemala, heiratete 1830 Josefa Guillen de  Ubico und ließ sich in Guatemala-Stadt nieder. Er gründete das Handelsunternehmen Elster, Klee & Co., das er mit seinem Partner George Ure Skinner in dem Handelshaus Klee, Skinner & Co. aufgehen ließ. Dieses entwickelte sich zum produktivsten Cochenille-Unternehmen.
Am 20. Oktober 1841 wurde Carl Friedrich Rudolf Klee hamburgischer, am 27. Oktober 1841 bremischer und am 14. Dezember 1842 lübischer Konsul für Mittelamerika. 1844 wurde er Generalkonsul der Hansestädte.
1845 wurde Carl Friedrich Rudolf Klee preußischer Generalkonsul und österreichischer und hannoverscher Konsul für Mittelamerika.
Carl Friedrich Rudolf Klee wurde als Untertan von Victoria (Vereinigtes Königreich) zum Mr. McKlee naturalisiert.